# Concert: The Cure Live
Albums de The Cure
The Top
(1984) The Head on the Door
(1985)
Concert: The Cure Live est le premier album live du groupe britannique The Cure sorti le 16 octobre 1984.
Il comprend dix titres enregistrés le 5 mai 1984 à Oxford et les 9&10 mai 1984 à Londres. La version cassette comporte en face B dix morceaux rares, en version demo ou enregistrés en concert entre 1977 et 1984, avec une qualité sonore très moyenne. La face B est intitulée Curiosity (Killing the Cat) - Cure Anomalies 1977-1984,.

## Composition du groupe
- Robert Smith : guitare, chant
- Laurence Tolhurst : claviers
- Porl Thompson : guitare, claviers, saxophone
- Phil Thornalley : basse
- Andy Anderson : batterie

## Liste des titres
| 1. | Shake Dog Shake (Oxford 5 mai 1984)      | Robert Smith                          | 4:17 |
| 2. | Primary (Oxford 5 mai 1984)              | - Smith - Simon Gallup - Lol Tolhurst | 3:30 |
| 3. | Charlotte Sometimes (Oxford 5 mai 1984)  | - Smith - Gallup - Tolhurst           | 4:07 |
| 4. | The Hanging Garden (Londres 10 mai 1984) | - Smith - Gallup - Tolhurst           | 4:05 |
| 5. | Give Me It (Oxford 5 mai 1984)           | Smith                                 | 2:46 |

| 6.  | The Walk (Londres 10 mai 1984)            | - Smith - Tolhurst                             | 3:34 |
| 7.  | One Hundred Years (Londres 8 mai 1984)    | - Smith - Gallup - Tolhurst                    | 6:49 |
| 8.  | A Forest (Londres 9 mai 1984)             | - Smith - Matthieu Hartley - Gallup - Tolhurst | 6:46 |
| 9.  | 10:15 Saturday Night (Londres 9 mai 1984) | - Smith - Michael Dempsey - Tolhurst           | 3:45 |
| 10. | Killing An Arab (Londres 9 mai 1984)      | - Smith - Dempsey - Tolhurst                   | 2:51 |

## Liste des titres supplémentaires de la version cassette
| 1.  | Heroin Face (live The Rocket, Crawley, 4 décembre 1977)          | - Smith - Tolhurst                    | 2:37 |
| 2.  | Boys Don't Cry (demo Chestnut Studio, Frensham, 27 mai 1978)     | - Smith - Dempsey - Tolhurst          | 2:41 |
| 3.  | Subway Song (live Nottingham, octobre 1979)                      | - Smith - Dempsey - Tolhurst          | 2:29 |
| 4.  | At Night (live France, 9 juin 1980)                              | - Smith - Hartley - Gallup - Tolhurst | 5:39 |
| 5.  | In Your House (live Pays-Bas, 15 janvier 1980)                   | - Smith - Hartley - Gallup - Tolhurst | 3:20 |
| 6.  | The Drowning Man (live Australie ou Nouvelle-Zélande, août 1981) | - Smith - Gallup - Tolhurst           | 5:37 |
| 7.  | Other Voices (live été 1981)                                     | - Smith - Gallup - Tolhurst           | 4:41 |
| 8.  | The Funeral Party (live été 1981)                                | - Smith - Gallup - Tolhurst           | 4:36 |
| 9.  | All Mine (live Londres 1er mai 1982)                             | Smith                                 | 2:54 |
| 10. | Forever (version) (live Paris 15 mai 1984)                       | - Smith - Gallup - Tolhurst           | 4:58 |

Notes :
- Titres 1 à 3 inclus ensuite dans la version Deluxe de Three Imaginary Boys
- Titres 4 et 5 inclus ensuite dans la version Deluxe de Seventeen Seconds
- Titres 6 à 8 inclus ensuite dans la version Deluxe de Faith
- Titre 9 inclus ensuite dans la version Deluxe de Pornography
- Titre 10 inclus ensuite dans la version Deluxe de The Top

## Classements hebdomadaires
| Classement (1984)             | Meilleure place |
| ----------------------------- | --------------- |
| Australie (ARIA)              | 86              |
| Nouvelle-Zélande (RIANZ)      | 37              |
| Pays-Bas (Mega Album Top 100) | 31              |
| Royaume-Uni (UK Albums Chart) | 26              |